# 覆面MANIA
覆面MANIA（ふくめんマニア）は、日本のプロレスプロモーション。

## 概要
2006年8月、ミステル・カカオが「マスクマンによる新感覚プロレスエンターテインメント」として設立。参戦選手のほとんどが覆面レスラーによる構成で（ペイントレスラー、一部のヒールレスラーを除き）普段は素顔で活動している選手もリングネームは、そのままでマスクを被って試合をしている。

## 歴史
- 2006年9月22日、新木場1stRINGで旗揚げ戦を開催。

## タイトル
- 覆面MANIAスーパーライト級王座

## 所属選手
- ミステル・カカオ
- バンクーバー・キャット
- ミステル・ロココ
- 秋山恵

## フリー、他団体参戦選手

### 覆面レスラー

#### 新日本プロレス
- 獣神サンダー・ライガー
- タイガーマスク（4代目）
- スーパー・ストロング・マシン

#### プロレスリングZERO1
- 日高郁人
- 藤田峰雄

#### 大日本プロレス
- オリエンタル・ドラゴン

#### プロレスリングFREEDOMS
- ウエスタン・タイガー
- ジ・ウィンガー
- 神威

#### みちのくプロレス
- ザ・グレート・サスケ
- 死国衛門三郎
- Ken45°
- ラッセ
- 野橋太郎
- こまち
- やまびこ

#### 大阪プロレス
- くいしんぼう仮面

#### 道頓堀プロレス
- 空牙

#### 九州プロレス
- がばいじいちゃん

#### KAIENTAI DOJO
- カルガリー・タイガー

#### リアルジャパンプロレス
- 初代タイガーマスク

#### MWF
- グラン浜田

#### 暗黒プロレス組織666
- 小仲＝ペールワン

#### スポルティーバエンターテイメント
- エル・サムライ

#### MOBIUS
- サスケ・ザ・グレート

#### AO/DC
- 大塚主水

#### オフィスはやて
- はやて

#### プロレス佐野魂
- 佐野直

#### フリー
- ブラック・タイガー（5代目）
- SATO
- マグニチュード岸和田
- バッファロー
- 超電戦士バトレンジャー
- 愚乱・浪花
- ガルーダ
- にゃんこキッド
- エル・クニオ
- 菊タロー
- リギラ
- 神楽

### 覆面女子レスラー

#### JWP女子プロレス
- 闘獣牙Leon

#### プロレスリングWAVE
- 大畠美咲
- 桜蝋燭

#### スターダム
- 紫雷イオ

#### REINA女子プロレス
- MAIKO?TO
- MA♥KI
- 小波

#### 琉球ドラゴンプロレスリング
- ハイビスカスみぃ

#### フリー
- NOKI-A
- 救世忍者乱丸
- A☆YU☆MI

### 覆面外国人レスラー

#### CMLL
- フィッシュマン
- ラヨ・デ・ハリスコ・ジュニア
- アルカンヘル・デ・ラ・ムエルテ
- スタルマン

#### フリー
- マスクド・スーパースター
- メタル・マスター
- ブライアン
- リン・バイロン

### ペイントレスラー

#### 暗黒プロレス組織666
- 怨霊

#### ふる里プロレス
- つぼ原人

#### フリー
- いずりんこ

### 非覆面レスラー

#### KAIENTAI DOJO
- TAKAみちのく

#### フリー
- バラモン・シュウ
- バラモン・ケイ